# Karkh
Karkh o al-Karkh (Arabo الكرخ) è lo storico nome della metà occidentale della città di Baghdad (Iraq), o in senso improprio la sponda occidentale del fiume Tigri che attraversa.
La sponda orientale invece si chiama al-Rasafa. Il suo nome deriva dal Siriaco ܟܪܟܐ, Karkha, che significa "cittadella".
Attualmente è uno dei distretti amministrativi della capitale, col Distretto al-Manṣūr a O, il Distretto di al-Kazimiyya (all'inglese Kadhimiya) a NO, il Tigri a nord, est e sud. La Zona verde (Zona internazionale) si trova nel Distretto del Karkh.